# Záviš Černý z Garbowa
Záviš Černý z Garbowa (asi 1370 – 1428) byl polský rytíř žijící na přelomu 14. a 15. století.
Záviš Černý z Garbowa byl nejslavnější polský rytíř žijící na přelomu 14. a 15. století. Dlouhá léta působil ve službách Zikmunda Lucemburského. Zúčastnil se mimo jiné na polské straně Bitvy u Grunwaldu. Padl roku 1428 v Srbsku na křížovém tažení proti Turkům.